# Lee Jae Yong
Lee Jae-yong (이재용; Seúl, Corea del Sur; 23 de junio de 1968), conocido profesionalmente como Jay Y. Lee es un magnate de negocios surcoreano y presidente ejecutivo de Samsung. Es el hijo mayor y único hijo de Lee Kun-hee, quien fuese presidente de Samsung desde 1987 a 2008 y de 2010 a 2020; ampliamente considerado como el futuro sucesor de la posición de su padre. Es conocido como el "Príncipe heredero de Samsung" por los medios de comunicación surcoreanos.
La fortuna de Lee Jae-yong se estima en un valor de 7.900 millones de dólares, lo que lo convierte en la tercera persona más rica de Corea del Sur. [cita requerida]
En 2014, Lee fue nombrado en el puesto 35 como la persona más poderosa del mundo y el coreano más poderoso por la lista de las personas más poderosa del mundo de la revista Forbes, junto con su padre Lee Kun-hee.

## Biografía

### Antecedentes
Lee recibió un título en historia de Asia Oriental en la Universidad Nacional de Seúl, y recibió su maestría en administración de empresas de la Universidad de Keio. También asistió a Harvard Business School durante unos cinco años para obtener un título de Doctorado en Administración de Empresas, aunque no recibió un título.

### Samsung
Lee comenzó a trabajar para Samsung en 1991. Comenzó a servir como Vicepresidente de Planificación Estratégica y luego como "Chief Customer Officer", una posición gerencial creada exclusivamente para Lee. Sus perspectivas para el futuro liderazgo de la empresa se atenuaron cuando su padre Kun-hee dimitió como presidente debido a la evasión de impuestos. Sin embargo, en diciembre de 2009, sus perspectivas de sucesión revivieron cuando Lee se convirtió en el director de operaciones de Samsung Electronics. Desde diciembre de 2012, ha sido Vicepresidente de Samsung Electronics. Es uno de los principales accionistas de la filial de servicios financieros de Samsung, que posee el 11% de Samsung SDS.
A raíz del fallecimiento de su padre, Lee Kun-hee, el 25 de octubre de 2020, se espera que pase a adoptar de manera oficial el cargo de presidente del grupo y de Samsung Electronics.

### Arresto y condena
El 17 de febrero de 2017, fue detenido en Seúl por su posible implicación en supuestas prácticas corruptas, incluyendo su participación en el escándalo que suspendió de sus cargos a la presidenta Park Geun Hye, encarando dos juicios. Lee fue "formalmente arrestado después de que el tribunal de distrito central de Seúl emitiera una orden la noche del 16 de febrero por "entregar sobornos por valor de casi 30 millones de libras esterlinas a la presidenta surcoreana Park Geun-hye y su amiga cercana Choi Soon-sil para obtener favores del gobierno para una tener una transición de liderazgo sin problemas".  El 25 de agosto, Lee Jae-yong fue condenado a 5 años de cárcel. Ahora estará en prisión en espera de un juicio en la corte de apelaciones.  El 5 de febrero de 2018 fue liberado de la cárcel.
El 1 de septiembre de 2020, Lee fue acusado formalmente de violar las leyes del mercado de capitales por comercio desleal, manipulación de acciones, abuso de confianza en relación con la fusión de 2015 entre dos afiliadas de Samsung y presunto fraude contable en la unidad farmacéutica Samsung Biologics.
El 18 de enero de 2021, Lee fue sentenciado a dos años y seis meses de prisión por un tribunal superior y trasladado a un centro de detención de Seúl.

## Vida personal
Lee es rara vez visto en público y evita la publicidad. Él tiene tres hermanas más jóvenes, incluidas Lee Boo-jin, Lee Seo-hyun y Lee Yoon-hyung. Tiene un hijo y una hija con su exesposa Im Se-ryung, de quien se divorció en 2009. Lee disfruta de golf y montar a caballo.
Es conocido por su determinación fría y el comportamiento tranquilo y cortés. Lee es conocido por tomar tiempo para responder personalmente a los correos electrónicos, y asume una actitud alegre con los periodistas. 
Habla coreano, inglés y japonés.